# Őszelő
Az Őszelő a Dalriada együttes 2021-ben megjelenő, epikus folk-metal stílusú albuma. A lemezen tíz dal kapott helyet.

## Az album dalai
1. Ezer élet, ezer csillag
2. Rákóczi zászlaja
3. Dúvad
4. Őszelő
5. Betyár-altató
6. Földanya
7. Huszáros
8. Örökség
9. Őszi ének
10. Ezer csillag

## Közreműködők
- Binder Laura – ének
- Ficzek András – ének, ritmusgitár
- Németh–Szabó Mátyás – szólógitár
- Molnár István – basszusgitár
- Szabó Gergely "Szög" – billentyűs hangszerek
- Monostori Ádám "Monesz" – dobok

FAJKUSZ BANDA:
- Fajkusz Attila – hegedű, tekerő
- Szőke Gergely – brácsa, akusztikus gitár
- Szőke Ernő – nagybőgő

VENDÉGEK:
- Kovács Gergely – akusztikus gitár, szólógitár
- Cserfalvi Zoltán – szólógitár
- Boros Béla – basszusgitár
- Ficzek András Ferenc – ének, vokál